# Csetirce
Csetirce (macedónul: Четирце, szerbül Четирце) település Észak-Macedóniában, a Északkeleti körzetben, Kumanovo községben.

## Népesség
| Lakosok száma | 945  | 990  | 974  | 791  | 608  | 358  | 258  | 249  | 165  |
|               | 1948 | 1953 | 1961 | 1971 | 1981 | 1991 | 1994 | 2002 | 2021 |

- 1994-ben 258 lakosa volt, akik közül 242 szerb és 16 macedón.
- 2002-ben 249 lakosa volt, akik közül 215 szerb és 34 macedón.